# Glenea ochraceovittata
Glenea ochraceovittata är en skalbaggsart. Glenea ochraceovittata ingår i släktet Glenea och familjen långhorningar.

## Underarter
Arten delas in i följande underarter:
- G. o. ochraceovittata
- G. o. elate
- G. o. discomedioplagiata